# Scherma ai Giochi della XXXIII Olimpiade - Fioretto a squadre maschile
Il torneo di fioretto a squadre maschile dei giochi olimpici di Parigi 2024 si svolgerà il 4 agosto 2024 presso la Grand Palais.

## Risultati

### Finali
|  | Quarti di finale | Quarti di finale |             |    | Semifinali      | Semifinali      |  |  | Finale | Finale |
|  |                  |                  |             |    |                 |                 |  |  |        |        |
|  |                  |                  |             |    |                 |                 |  |  |        |        |
|  |                  |                  |             |    |                 |                 |  |  |        |        |
|  | Giappone         | 45               |             |    |                 |                 |  |  |        |        |
|  | Giappone         | 45               |             |    |                 |                 |  |  |        |        |
|  | Canada           | 26               |             |    |                 |                 |  |  |        |        |
|  | Canada           | 26               | Giappone    | 45 |                 |                 |  |  |        |        |
|  |                  |                  | Giappone    | 45 |                 |                 |  |  |        |        |
|  |                  | Francia          | 37          |    |                 |                 |  |  |        |        |
|  | Francia          | Francia          | 37          | 45 |                 |                 |  |  |        |        |
|  | Francia          |                  |             | 45 |                 |                 |  |  |        |        |
|  | Cina             | 35               |             |    |                 |                 |  |  |        |        |
|  | Cina             | 35               | Giappone    | 45 |                 |                 |  |  |        |        |
|  |                  |                  | Giappone    | 45 |                 |                 |  |  |        |        |
|  |                  | Italia           | 36          |    |                 |                 |  |  |        |        |
|  | Stati Uniti      | Italia           | 36          | 45 |                 |                 |  |  |        |        |
|  | Stati Uniti      |                  |             | 45 |                 |                 |  |  |        |        |
|  | Egitto           | 35               |             |    |                 |                 |  |  |        |        |
|  | Egitto           | 35               | Stati Uniti | 38 |                 |                 |  |  |        |        |
|  |                  |                  | Stati Uniti | 38 |                 |                 |  |  |        |        |
|  |                  | Italia           | 45          |    | Finale 3º posto | Finale 3º posto |  |  |        |        |
|  | Polonia          | Italia           | 45          | 39 | Finale 3º posto | Finale 3º posto |  |  |        |        |
|  | Polonia          |                  |             | 39 |                 |                 |  |  |        |        |
|  | Italia           | 45               |             |    |                 |                 |  |  |        |        |
|  | Italia           | 45               | Francia     | 45 |                 |                 |  |  |        |        |
|  |                  |                  |             |    |                 |                 |  |  |        |        |
|  | Stati Uniti      | 32               |             |    |                 |                 |  |  |        |        |
|  | Stati Uniti      | 32               |             |    |                 |                 |  |  |        |        |

### Finali 5º/8º posto
|  | Semifinali | Semifinali | Semifinali |         |      | Finale 5º posto | Finale 5º posto | Finale 5º posto |  |
|  |            |            |            |         |      |                 |                 |                 |  |
|  | Canada     | Canada     | 32         |         |      |                 |                 |                 |  |
|  | Canada     | Canada     | 32         |         |      |                 |                 |                 |  |
|  | Cina       | Cina       | 45         |         |      |                 |                 |                 |  |
|  | Cina       | Cina       | 45         |         | Cina | Cina            | 45              |                 |  |
|  |            |            |            |         | Cina | Cina            | 45              |                 |  |
|  |            |            | Polonia    | Polonia | 30   |                 |                 |                 |  |
|  | Egitto     | Egitto     | Polonia    | Polonia | 30   | 36              |                 |                 |  |
|  | Egitto     | Egitto     |            |         |      | 36              |                 |                 |  |
|  | Polonia    | Polonia    | 45         |         |      | Finale 7º posto | Finale 7º posto | Finale 7º posto |  |
|  | Polonia    | Polonia    | 45         |         |      |                 |                 |                 |  |
|  |            |            |            |         |      |                 |                 |                 |  |
|  |            |            |            |         |      | Canada          | Canada          | 45              |  |
|  |            |            |            |         |      | Canada          | Canada          | 45              |  |
|  |            |            |            |         |      | Egitto          | Egitto          | 38              |  |

## Classifica finale
| Pos.    | Squadra     | Atleti                                                               |
| ------- | ----------- | -------------------------------------------------------------------- |
| Oro     | Giappone    | Kyosuke Matsuyama Takahiro Shikine Kazuki Iimura Yudai Nagano        |
| Argento | Italia      | Guillaume Bianchi Filippo Macchi Tommaso Marini Alessio Foconi       |
| Bronzo  | Francia     | Enzo Lefort Maxime Pauty Maximilien Chastanet Julien Mertine         |
| 4       | Stati Uniti | Gerek Meinhardt Nick Itkin Alexander Massialas Miles Chamley-Watson  |
| 5       | Cina        | Xu Jie Chen Haiwei Mo Zhiwei Wu Bin                                  |
| 6       | Polonia     | Michał Siess Jan Jurkiewicz Adrian Wojtkowiak Andrzej Rządkowski     |
| 7       | Canada      | Daniel Gu Maximilien van Haaster Blake Broszus Bogdan Hamilton       |
| 8       | Egitto      | Alaaeldin Abouelkassem Abdelrahman Tolba Mohamed Hamza Mohamed Essam |